# Europäische Ärzteaktion
Die Europäische Ärzteaktion  ist eine gemeinnützige Vereinigung von Ärzten und Nicht-Ärzten. Sie wurde 1975 in Ulm von Siegfried Ernst mit der Zielsetzung gegründet, die Achtung des menschlichen Lebens vom Beginn der Zeugung bis zu seinem natürlichen Tod in allen medizinischen und gesellschaftlichen Bereichen zu fördern.

## Entstehung und Aktivitäten
Die Europäische Ärzteaktion entstand 1975 als eine der ersten bundesweiten Organisationen von Gegnern des Schwangerschaftsabbruches. Die EÄA ging aus einer Kampagne gegen Schwangerschaftsabbrüche in Ulm mit dem Namen Aktion Ulm 70 hervor. Damaliger Vorsitzender der Aktion Ulm 70 und Gründer der Europäischen Ärzteaktion war Siegfried Ernst. Heute zählen sowohl Mediziner wie Nichtmediziner zu den Mitgliedern.
Seit 1978 gibt die EÄA die vierteljährliche Zeitschrift Medizin und Ideologie heraus.
Nach Einschätzung von Eike Sanders, Ulli Jentsch und Felix Hansen konnte die Europäische Ärzteaktion Anfang der 1990er Jahre als einflussreichste Lebensschutz-Organisation gelten, hat seitdem jedoch einen beständigen Verlust an Einfluss erlebt.

## Positionen
Nach Meinung der Europäischen Ärzteaktion lassen die rasant zunehmenden Möglichkeiten der Medizin immer neu die Frage aufkommen, ob das medizinisch Machbare wünschenswert und letztendlich auch menschenwürdig ist. Der Mensch dürfe nicht Objekt von Machbarkeitsstreben sein, sondern er müsse in seiner Gesamtheit, in den Dimensionen von Körper, Geist und Seele verstanden werden, wie es im christlichen Verständnis des Menschen beispielhaft zum Ausdruck kommt.
Gegner werfen der EÄA vor, in den 1970er Jahren ihre christlich motivierte Ablehnung der Schwangerschaftsabbruches mit einer Befürchtung verknüpft zu haben, dass diese auch Gefahren für die Zukunft des deutschen Volkes habe. Die Neufassung des Paragrafen 218a im Juni 1992 bezeichnete die Europäische Ärzteaktion als „neues Ermächtigungsgesetz“.

## Verbindungen
Die Vereinigung ist Mitglied der internationalen Dachorganisation World Federation Of Doctors Who Respect Human Life und im Bundesverband Lebensrecht. Obwohl die Europäische Ärzteaktion konfessionell nicht gebunden ist, ist sie Mitglied im Forum Deutscher Katholiken.
Des Weiteren gab es Kooperationen mit der Evangelischen Notgemeinschaft in Deutschland.